# Rassemblement démocratique centrafricain
Pour les articles homonymes, voir Rassemblement démocratique.
Le Rassemblement démocratique centrafricain est un parti politique de la République centrafricaine fondé le 6 février 1987 par le président André Kolingba.

## Histoire
Après l'adoption par référendum du 21 novembre 1986 de la quatrième constitution du pays, qui instaure un régime de parti unique, le président André Kolingba fidèle de la philosophie "So Zo La" Tous les hommes sont égaux en sango fonde le parti unique du Rassemblement démocratique centrafricain en février 1987. Ce qui permet de rétablir pour la première fois depuis 1964, l'Assemblée nationale centrafricaine par les élections législatives du 31 juillet 1987. Le parti choisi en son sein 142 candidats pour les 52 sièges à pourvoir.
Après la mort d'André Kolingba, le parti est présidé par son fils Désiré Kolingba, jusqu'à son décès en avril 2021.
À la suite de la mort du président du parti Désiré Nzanga Bilal Kolingba en avril 2021, Pierre-Henri Assangou préside à partir du 4 septembre 2021, le bureau politique transitoire

## Résultats électoraux
Lors des élections législatives de 2005, le parti obtient 8 sièges à l'Assemblée nationale.
L'économiste Émile Gros Raymond Nakombo, candidat du RDC à l’élection présidentielle de 2011 se classe au 4e rang, obtient 4,63%, avec 51 469 voix.

### Élections présidentielles
| Date | Candidat                   | Voix    | %     | Rang |
| ---- | -------------------------- | ------- | ----- | ---- |
| 1993 | André Kolingba             | 97 942  | 12,1  | 4e   |
| 1999 | André Kolingba             | 194 440 | 19,38 | 2e   |
| 2005 | André Kolingba             | 145 495 | 16,36 | 3e   |
| 2011 | Émile Gros Raymond Nakombo | 51 469  | 4,63  | 4e   |
| 2015 | Désiré Kolingba            | 135 198 | 12,04 | 3e   |
| 2020 | Désiré Kolingba            | 24 381  | 3,79  | 4e   |

### Élections législatives
Le parti présente des candidats aux 6 élections législatives centrafricaines depuis 1987. Les élections de 1987 se déroulent sous un régime de parti unique. À l'issue des élections législatives de 2020-2021 dont les résultats sont validés par la Cour constitutionnelle le 30 août 2021, le RDC obtient 4 députés sur 140, et constitue le 6e parti de l'Assemblée nationale centrafricaine.
| Date      | Voix   | %    | Représentation | Rang |
| --------- | ------ | ---- | -------------- | ---- |
| 1987 (en) |        | 100  | 52 / 52        | –    |
| 1993      | 97 942 | 12,1 | 13 / 85        | 2e   |
| 1998 (en) |        | 20   | 20 / 109       | 2e   |
| 2005      |        |      | 8 / 105        | 3e   |
| 2011      |        |      | 1 / 105        | 5e   |
| 2016      |        |      | 8 / 140        | 4e   |
| 2021      |        |      | 4 / 140        | 6e   |

## Personnalités et dirigeants
- Alexandre-Ferdinand N'Guendet, président du Conseil national de transition, de à 2013 à 2016, est un ancien député RDC. Il a dorénavant fondé son propre parti le RPR (Rassemblement pour la République).

## Fédérations
Le parti est organisé en fédérations dont : Bangui I, Bangui II, Bangui III, Ombella-Mpoko, France-Europe-États-Unis.
La fédération France Europe du parti est créée le 29 décembre 2020, son siège est à Bagneux (Hauts-de-Seine), elle a entre autres pour objet de proposer et mettre en œuvre les grandes orientations nécessaires au développement de la communauté centrafricaine en France.